# Kraljevo
Kraljevo (serbisk kyrilliska: Краљево) är en stad i Serbien med 64 175 (2011) invånare, medan kommunen har 125 000.

## Namn
Ordet "Kralj" betyder "kung" på serbiska. "Kraljevo" betyder "Kungens stad" och staden fick det namnet av kungen Milan Obrenović IV (1868-1869). Dessförinnan har staden hetat "Rudo Polje", "Karanovac" och en kort period efter andra världskriget "Rankovićevo".

## Sevärdheter
24 km sydväst om Kraljevo finns det serbisk-ortodoxa klostret Studenica som byggdes 1190 och som finns på Unescos världsarvslista. Ett annat kloster som ligger i närheten är Žiča, som ligger 5 km sydväst om staden. Klostret byggdes 1207 - 1220. Nära Kraljevo ligger även den medeltida borgen Maglič. Den byggdes under 1200-talets första hälft av Stefan II Nemanjić eller dennes son Stefan Uroš I.

## Demografi
Folkgrupper i Kraljevo enligt folkräkningen 2002:
- Serber - 117 793
- Montenegriner - 1 020
- Romer - 876
- Makedonier - 251
- Jugoslaver - 213
- Kroater - 209
- Övriga

## Vänorter
- Sendenhorst, Tyskland
- Ahlen, Tyskland
- Sainte-Foy-lès-Lyon, Frankrike
- Zielona Góra, Polen

## Galleri

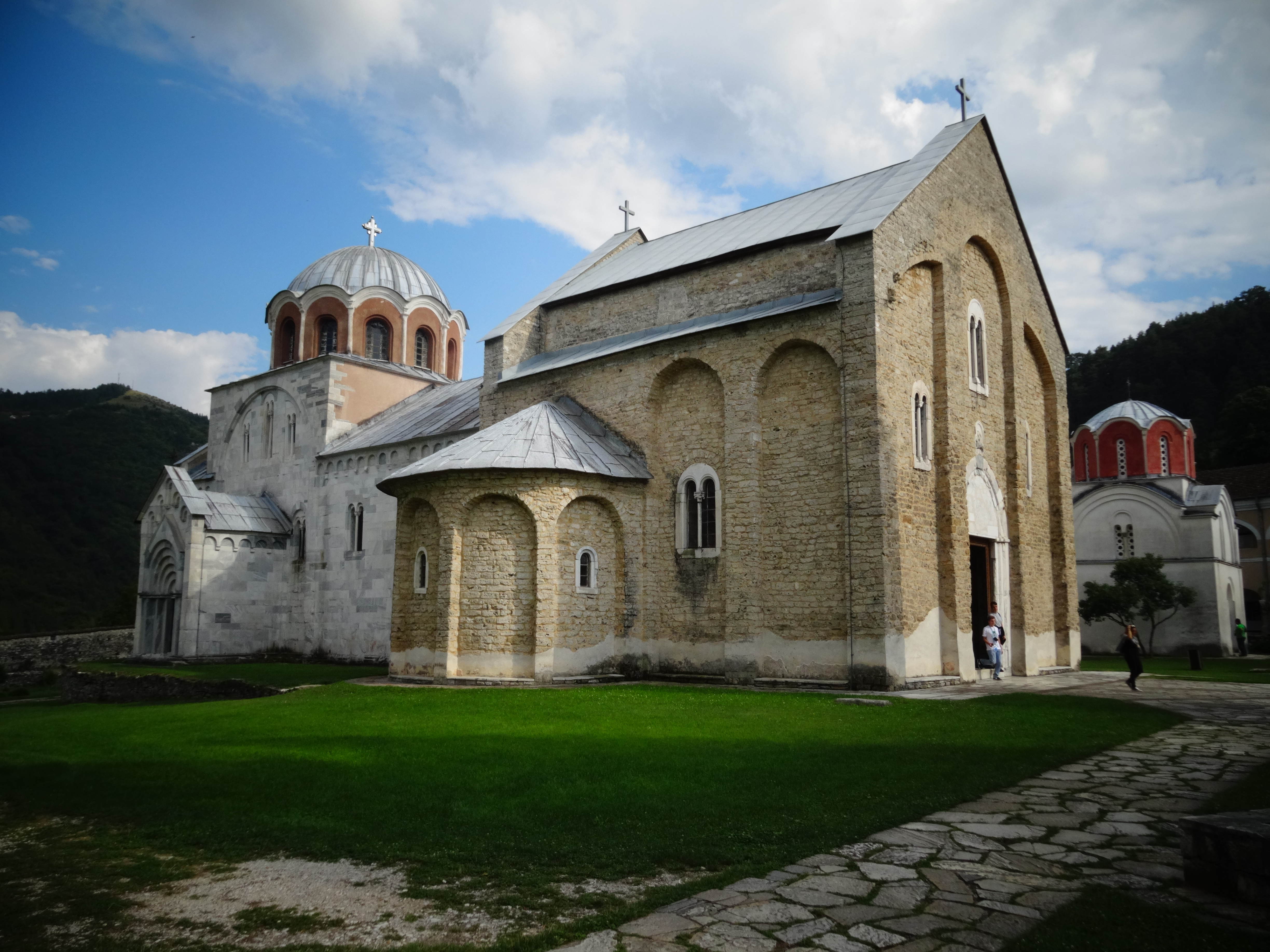
Studenicaklostret.
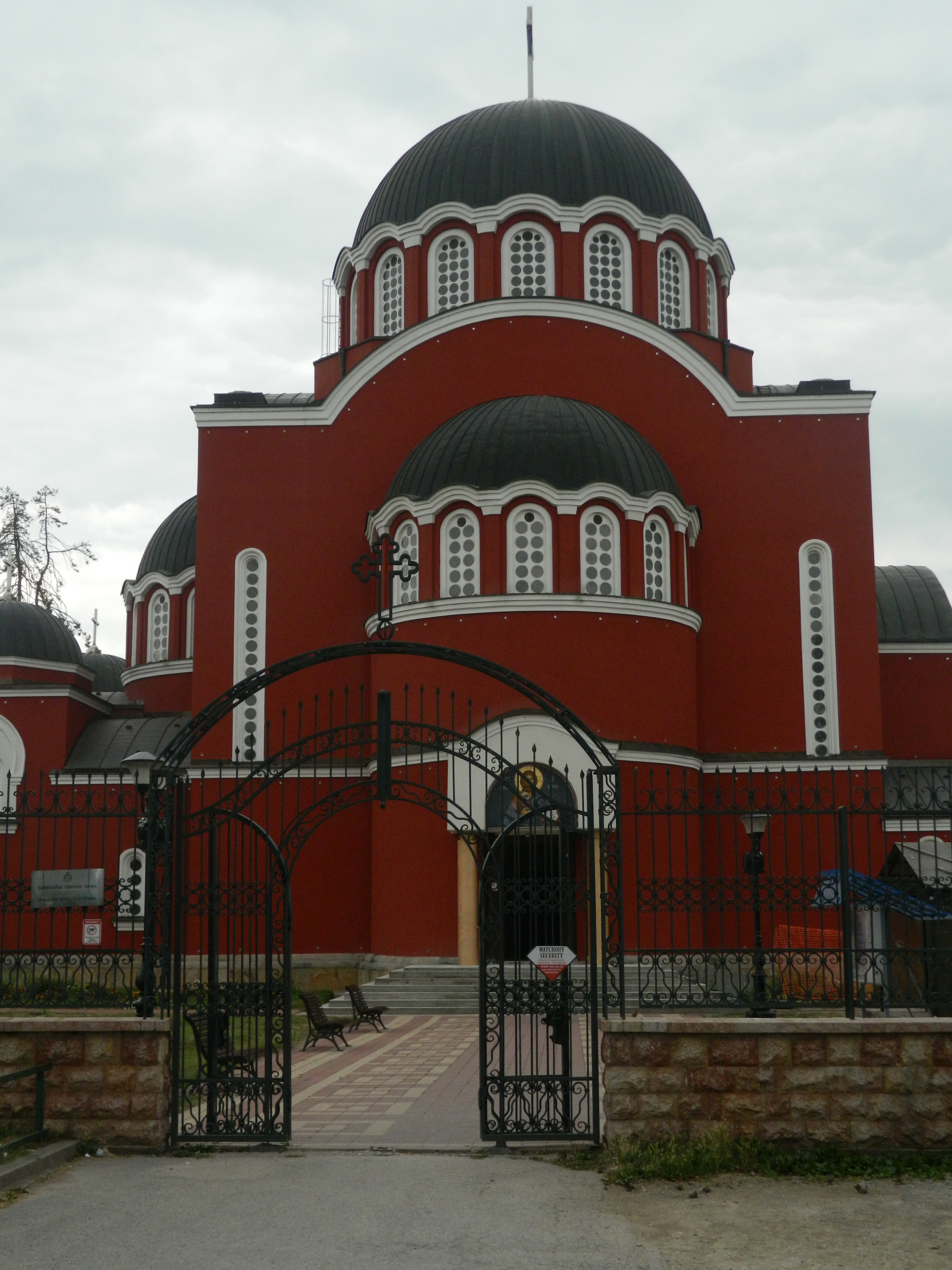
Sankt Savas kyrka.
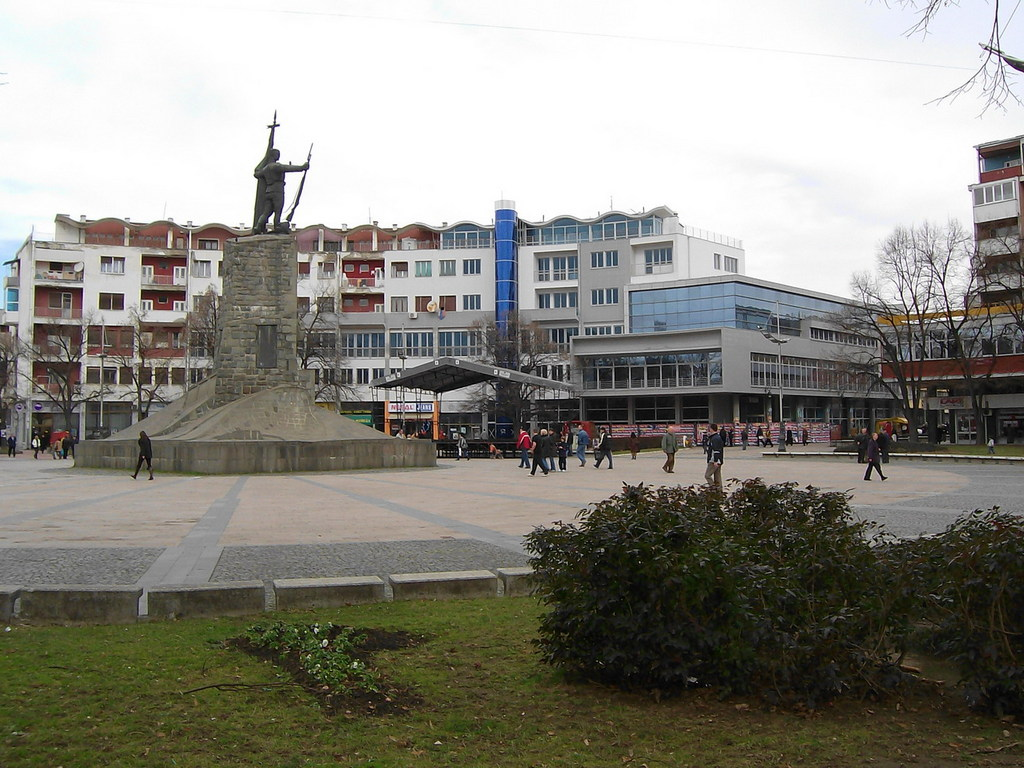
Kraljevo.
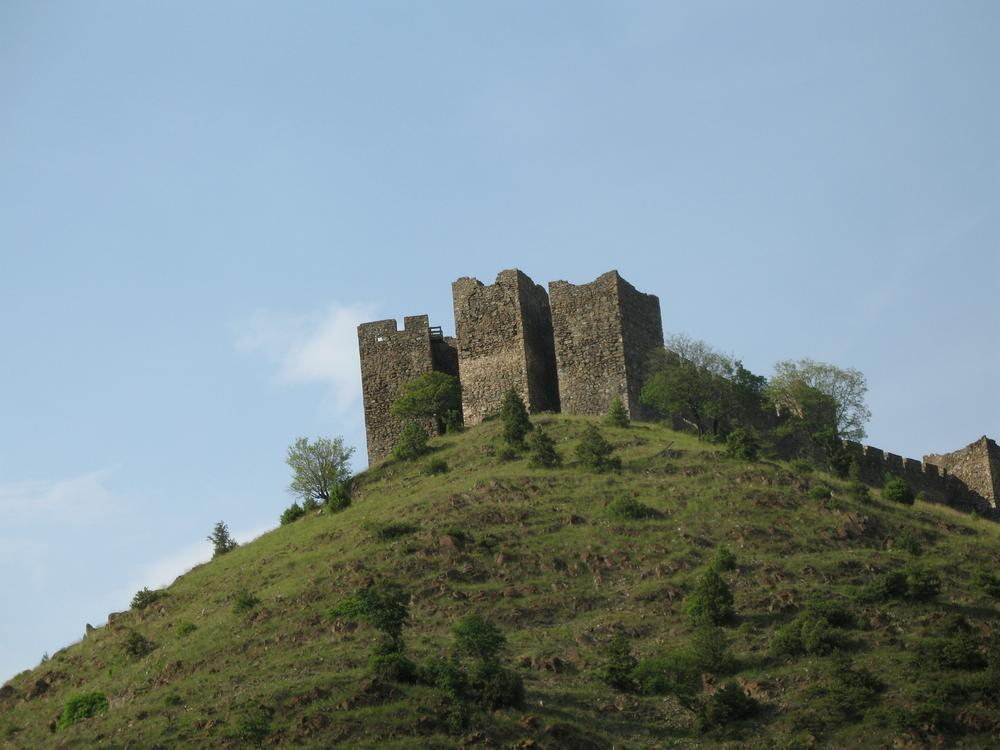
Мaglič.
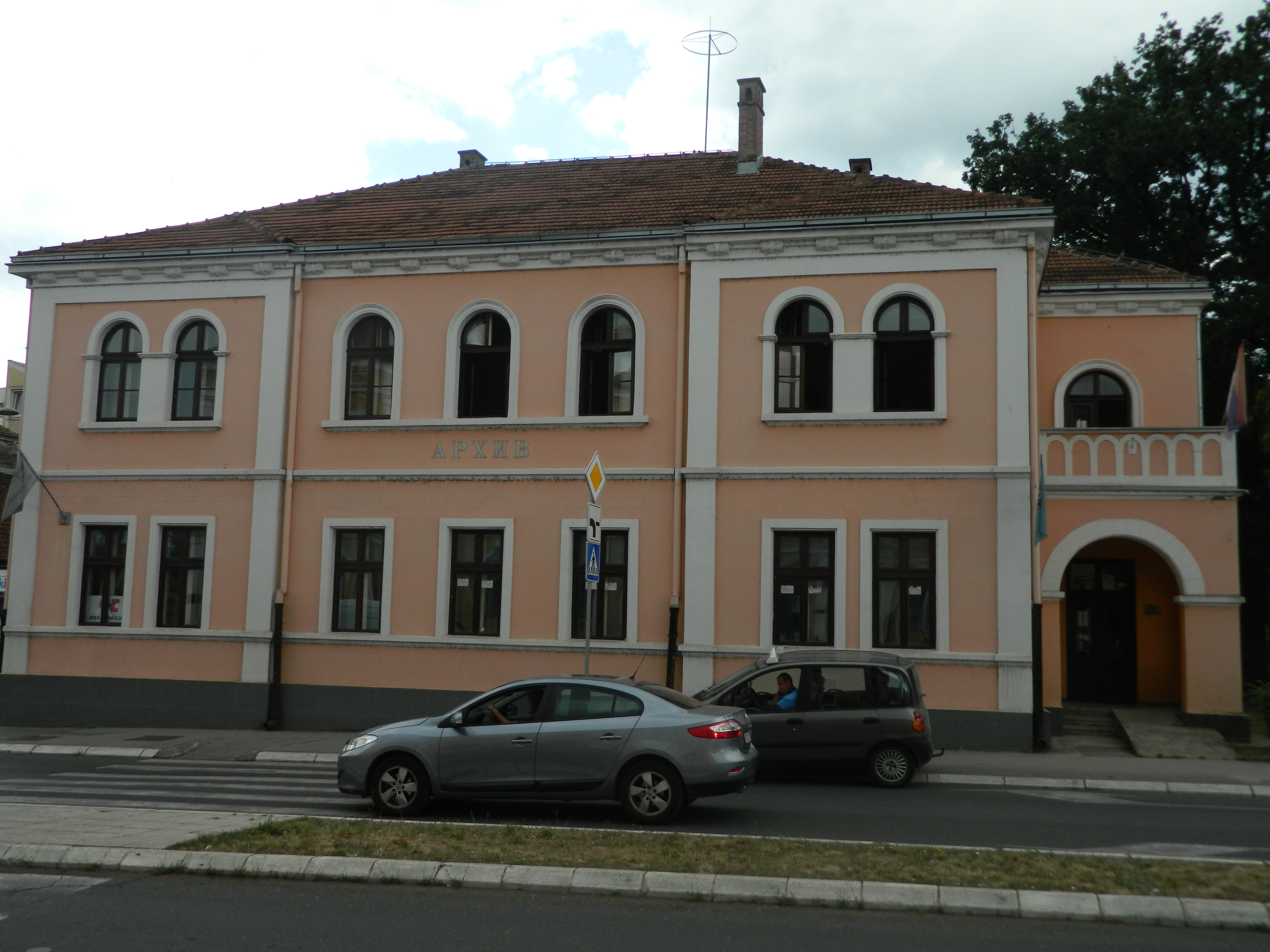
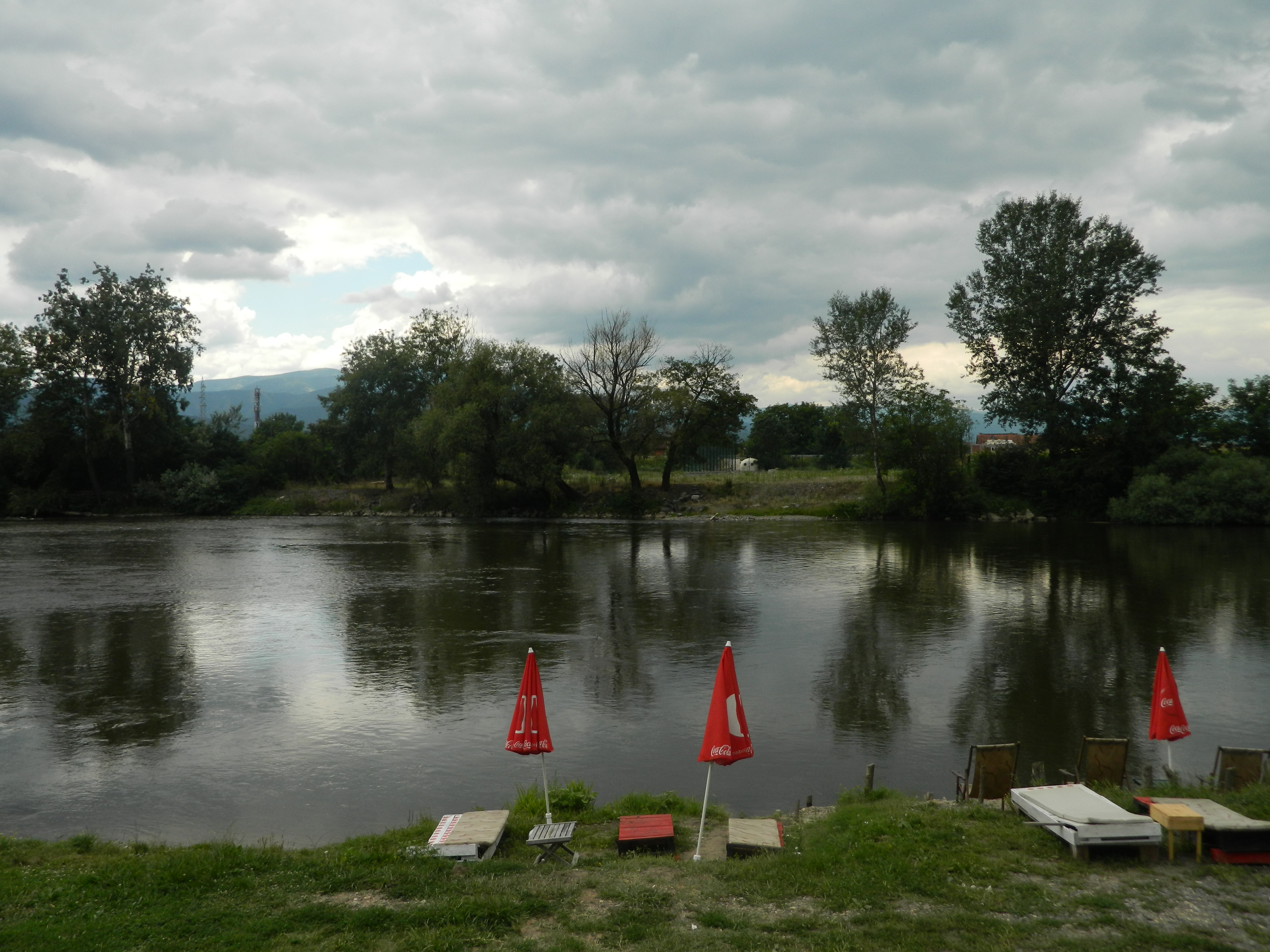
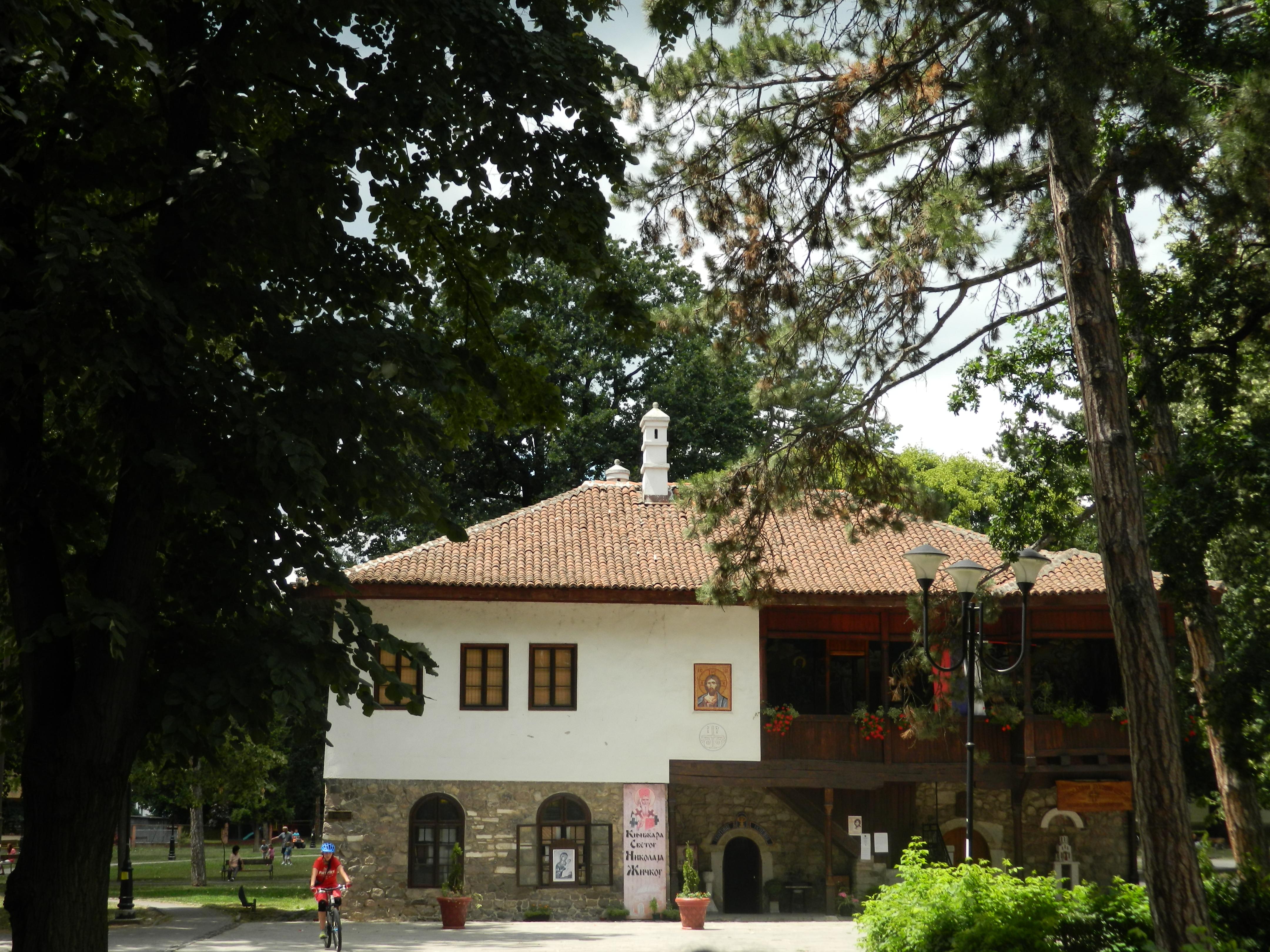
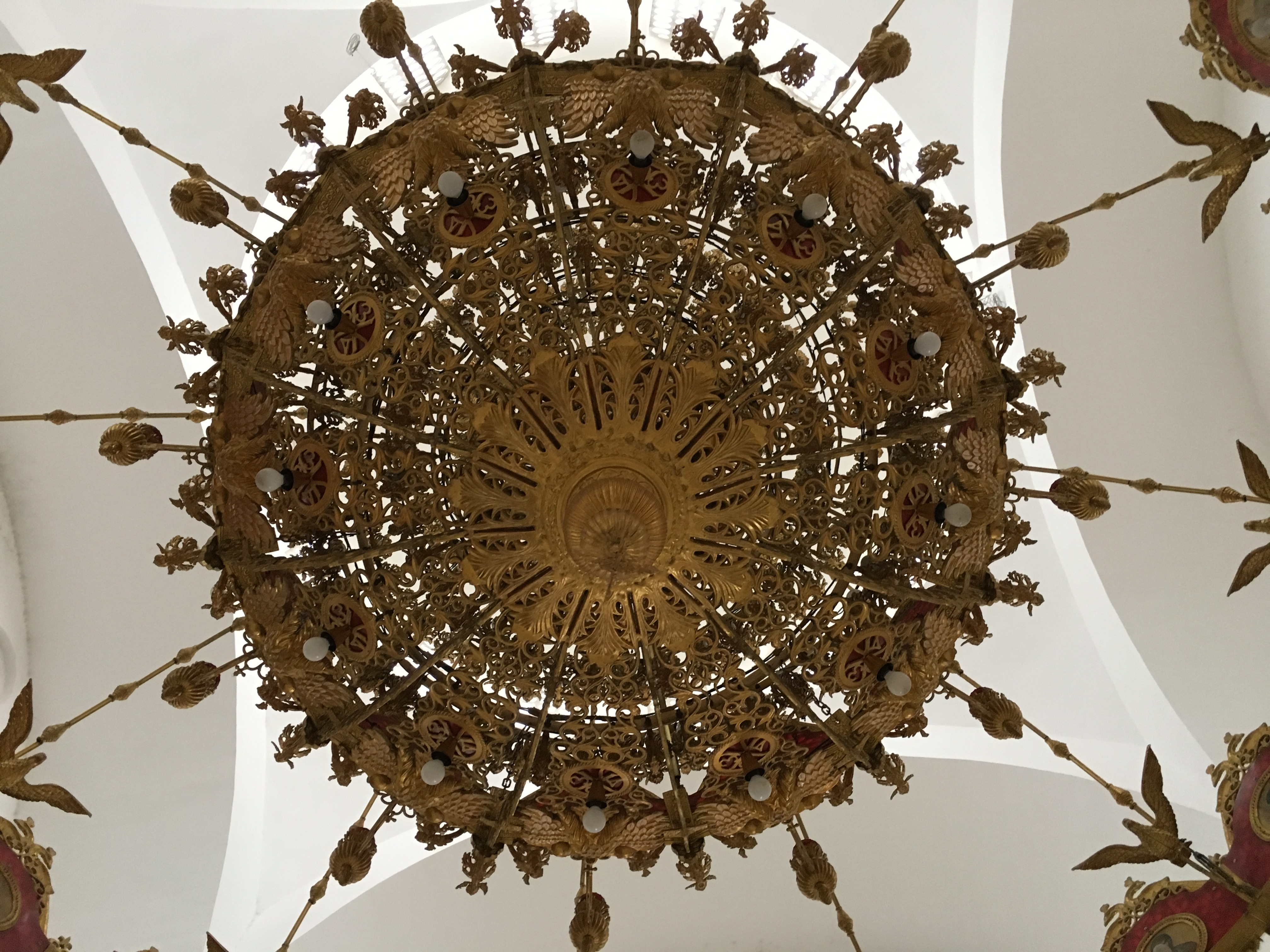
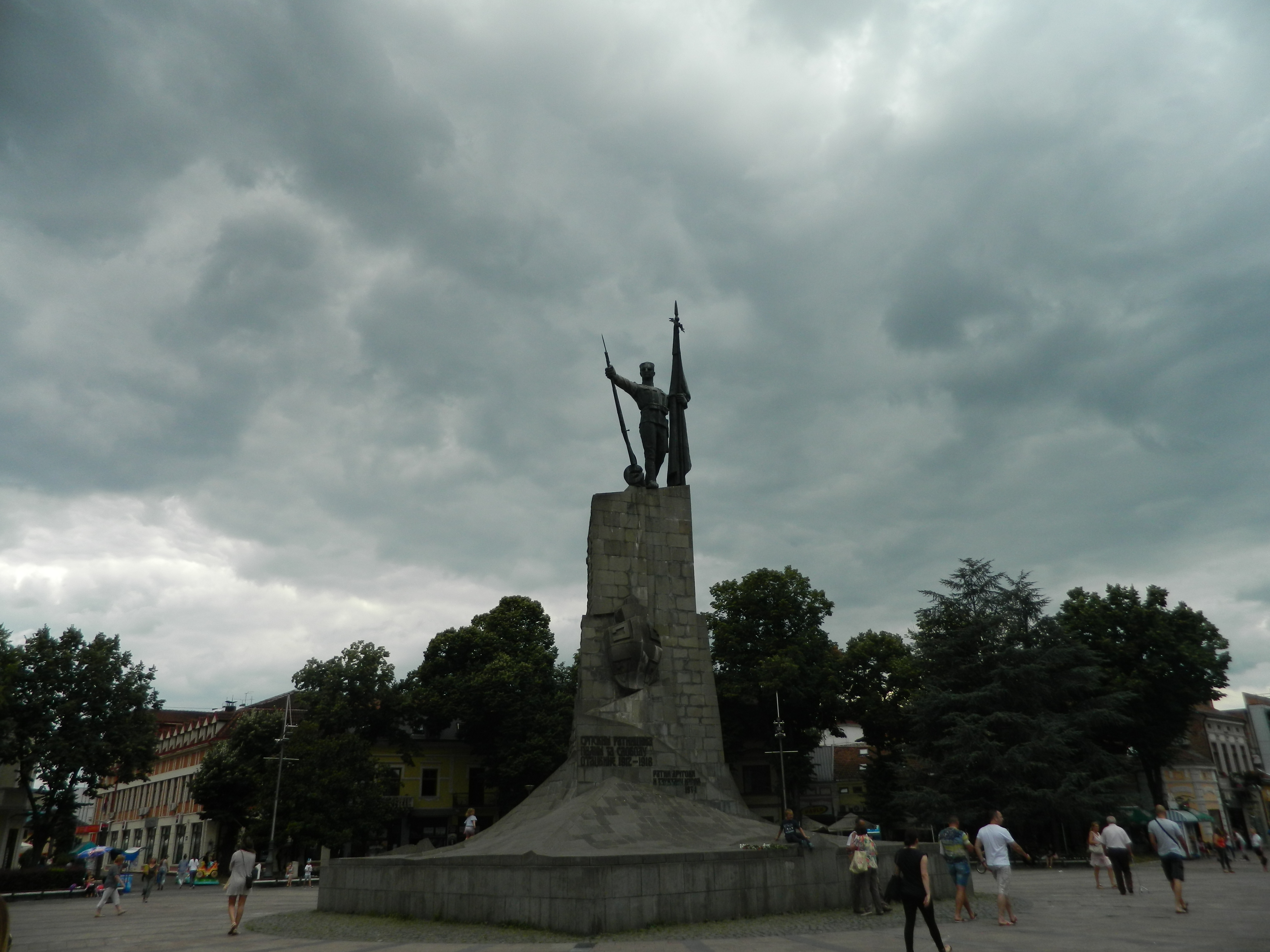